# 梳毛匠广场

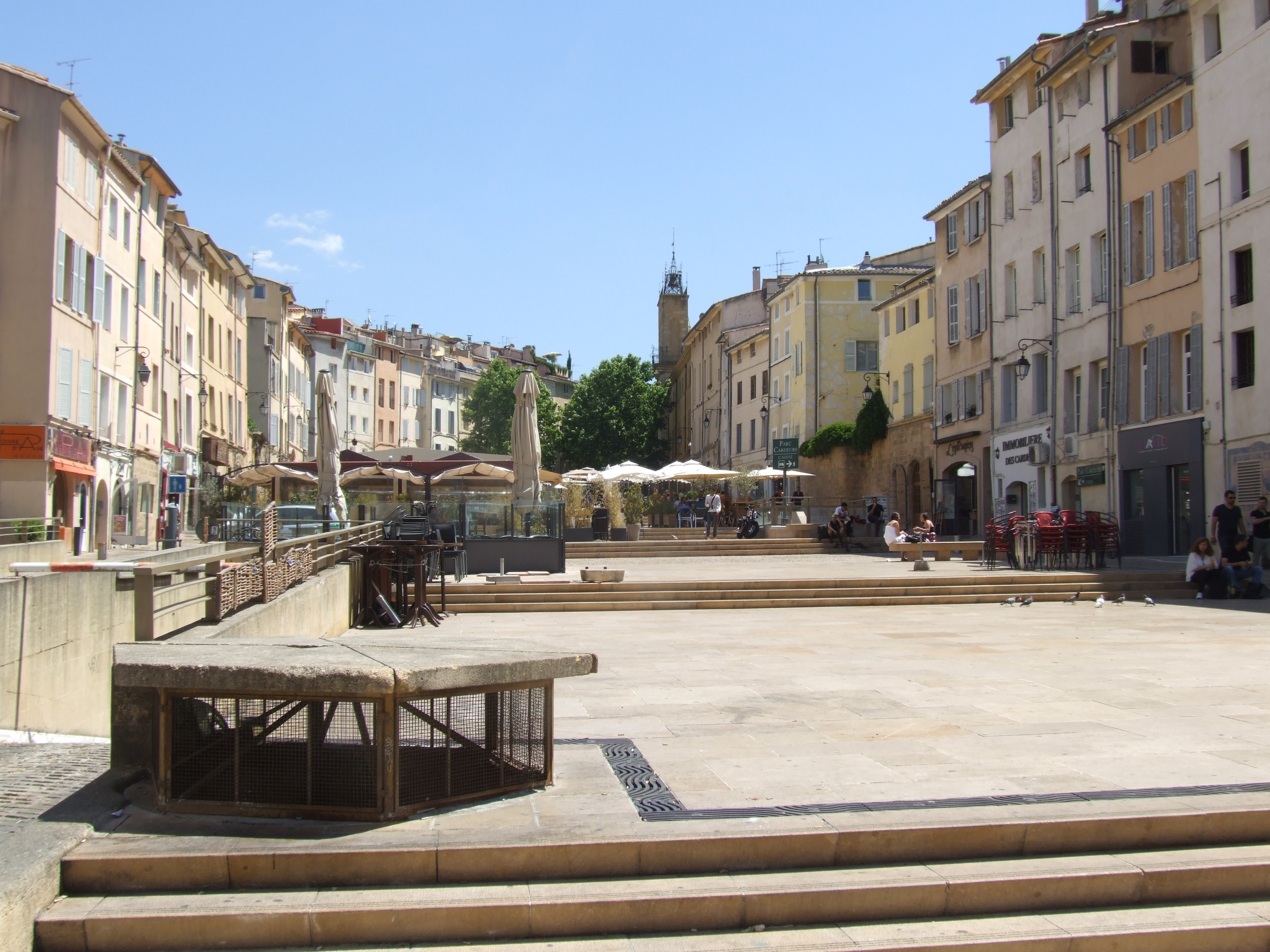

梳毛匠广场（Place des Cardeurs）是法国普罗旺斯地区艾克斯的一个广场，位于市中心，市政厅后面。在中世纪这里曾是犹太区。
广场中心是一个喷泉，由艾克斯画家让·阿玛多创作于1977年。

## 历史
梳毛匠广场开辟于1963年，拆除了一批不卫生的房屋，腾出的空间成为一个大型停车场。
在1980年代，建设地下停车场以后，周围开设了许多餐厅，改变了广场的面貌，在夏季傍晚，餐厅露台到处都是人，形成特殊的气氛。
在2006年至2010年，市政厅进行了梳毛匠广场的修复工作，广场空间被划分为三个天然石平台，使用台阶和斜坡连接。